# Taddeo II da Montefeltro
Taddeo II da Montefeltro-Pietrarubbia (mort le 1er mai 1282) est un chef de guerre italien, membre de la famille marchigiana da Montefeltro.

## Biographie

Armoirie de la famille de Montefeltro

Taddeo est le fils de Bonconte Ier de Montefeltro (et donc le neveu de Taddeo I da Montefeltro (it)) et le frère de Montefeltrano II da Montefeltro (it), duc d'Urbino de 1242 jusqu'à sa mort en 1255, un chef de guerre gibelins. Guido da Montefeltro, chef des gibelins de Romagne, est son cousin.
En 1248, après la défaite de Frédéric II de Hohenstaufen à Parme, Taddeo s'allie aux guelfes (avril 1248). Le 16 avril, avec Malatesta da Verucchio, Ramberto di Giovanni Malatesta et les comtes de Carpegna, il organise le retour à Rimini de la faction guelfe des Gambacerra, vaincue huit ans auparavant, qui chasse à son tour les partisans impériaux,. Ce changement d'allégeance en 1248 marque une fracture au sein de la famille Montefeltro : la branche dirigée par Taddeo se range du côté des guelfes ; l'autre branche de la famille, constituée des descendants de Taddeo, dont Montefeltrano II et Ugolino, évêque de San Leo, reste fidèle au camp gibelins.
Dans les années suivantes, Taddeo devient l'un des chefs du guelfisme toscan et ombrien. En 1261, il est nommé podestat de Rimini, où il introduit la fabrication des draps de laine tissés par les Umiliati. Il restitue une partie de la Romagne au pape Clément IV, et en 1270, Charles Ier d'Anjou le nomme son vicaire à Lucques. En 1273, il est gouverneur du Patrimoine de Saint-Pierre et nommé comte de Pietrarubbia. En juillet de la même année, il devient podestat de Sienne, puis gouverneur de Todi et de Città di Castello. Le roi Charles Ier d'Anjou le nomme vicaire royal de Toscane.
En 1281, Taddeo prend le commandement d'une partie de l'armée composite guelfe-angioine envoyée par le pape Martin IV en Romagne pour vaincre définitivement les gibelins, dirigés par son cousin Guido da Montefeltro. L'année suivante, l'acte final du conflit a lieu, la bataille de Forlì, où Taddeo trouve la mort le 1er mai.
Ses descendants conservent la souveraineté du château de Pietrarubbia, qui passe à son fils Taddeo Novello.
Taddeo a neuf enfants : Corrado, Malatesta, Taddeo Novello, Roberto, Ubertino, Speranza, Giovanna, Filippuccio et Rinaldo.